# Vindbrukskollen
Vindbrukskollen är en interaktiv karttjänst för etablering av vindkraft i Sverige.
Karttjänsten är ett samarbete mellan Sveriges länsstyrelser och Energimyndigheten som lanserades 2012. Tjänsten är frivillig och används av projektörer, verksamhetsutövare och myndigheter för att skapa en nulägesbild av vindbruket i Sverige. Sedan starten har flera funktioner så som vindkartering lagts till.